# معرض أبو ظبي للسيارات
معرض أبو ظبي للسيارات هو معرض يقام كل عامين في أبو ظبي، الإمارات العربية المتحدة. تنظمه شركة ريد للمعارض وبرعاية شركات مثل مصرف الهلال وحلبة مرسى ياس، بالتعاون مع شركة الإمارات للمزادات ووزارة الداخلية أبوظبي. مع أكثر من 42 عارضًا و 50000 مشارك من جميع أنحاء العالم في عام 2010، وما يقرب من 93٪ تصنيف جيد إلى ممتاز من العارضين في عام 2008، يتوسع معرض السيارات كل عام بسبب الزيادة المبلغ عنها في عدد العارضين، وكذلك الحاضرين حسب السنة.
يشتهر المعرض بعرضه لأحدث طرازات السيارات من فيراري، لامبورجيني، هامر، مرسيدس، لكزس والعديد من الشركات العالمية ذات السمعة الحسنة في صناعة السيارات، ولكن المزيد لإطلاق المنتجات الجديدة من قبل هذه الشركات. يستقطب المعرض حشودًا كبيرة من الدول المجاورة في العالم العربي الذين يجلبون بعض سياراتهم المخصصة ذات التقنية العالية. معظم مزادات السيارات الفاخرة تتجاوز توقعاتها في السعر بسبب المنافسة المتزايدة القادمة كل عام.
في السنوات الأخيرة، اجتذب المعرض جمهورًا كبيرًا ويرجع ذلك أساسًا إلى علاقته الوثيقة بسباقات أبو ظبي للفورمولا 1، والتي تجذب أكثر من 10 آلاف زائر إلى أبوظبي كل عام خلال فترة قريبة جدًا من معرض السيارات. يقام الحدث في مركز أبوظبي الوطني للمعارض (ADNEC)، خلال الأسابيع القليلة الأولى من شهر ديسمبر. وقد وفر هذا أيضًا لمعظم السيارات فوائد تسويق منتجاتهم لجمهور أكبر حيث يميل معظم الحاضرين إلى الاستفادة القصوى من رحلتهم من خلال استكشاف الجوانب المختلفة لصناعة السيارات، من السباقات إلى طرازات السيارات الجديدة إلى تغيرات الأسعار في المركبات. من المتوقع أن يكون معرض 2012 أكبر، سواء من العارضين أو الزائرين.

## السيارات المعروضة في معرض 2010
- تويوتا إف جيه كروزر
- شيفروليه كمارو
- فيراري 458 ايطاليا
- فورد إكسبيديشن
- فيراري كاليفورنيا
- هيونداي جينيسيس
- جي إم سي أكاديا دينالي
- هيونداي أكسنت
- كيا اوبتيما
- تويوتا لاند كروزر
- لكزس GS460
- فورد موستانج
- لامبورغيني غالاردو
- تويوتا زيلاس

## مكان الحدث
يعد مركز أبو ظبي الوطني للمعارض واحداً من المناطق الرئيسية في مدينة أبو ظبي حيث تقام معظم الأحداث المحلية والدولية، من المعارض إلى العروض الجامعية. يتكون مجمع ADNEC من مركز للمعارض مع 12 قاعة و 3 منافذ للطعام وعدد من الأكشاك لتلبية احتياجات الجمهور المتحرك. قبل معرض ADNEC، أقيم معرض السيارات في مركز معارض أقدم ليس بعيدًا عن ADNEC الجديدة الأكثر حداثة. لقد اجتذب القدوم إلى هذا الموقع الجديد حشودًا كبيرة من جميع أنحاء العالم، مع أشخاص من حرف مختلفة تمامًا.